# New World (彩虹樂團單曲)
《New World》是L'Arc〜en〜Ciel的第26張單曲。2005年4月6日發行。

## 簡介
L'Arc〜en〜Ciel的2005年第2彈單曲。台灣有發行台壓版
到上一張單曲為止，L'Arc〜en〜Ciel單曲A面曲的歌詞部分全部由hyde所寫，這張單曲是第1次由hyde以外的團員作詞。作詞者：yukihiro，關於作詞的部分他曾說：「用日文寫歌詞還真難」。以往yukihiro作詞的2首歌曲收錄在《ray》，都不是日文歌詞（「L'heure」是法文、「trick」是英文）。作曲由hyde創作副歌、yukihiro則負責其他部分。
初回限定盤：CD標籤彩色印刷。

## 收錄曲目
1. New World / L'Arc〜en〜Ciel
日本電視台棒球轉播節目《1球的緊張感 THE LIVE 2005》上半期（2005年4月1日－7月23日）主題曲。
2. 花葬 平成十七年 / P'UNK〜EN〜CIEL
3. New World (hydeless version)
4. 花葬 平成十七年 (TETSU P'UNKless version)

## 收錄專輯
原創專輯
- AWAKE

精選輯
- QUADRINITY 〜MEMBER'S BEST SELECTIONS〜
- TWENITY 2000-2010
- WORLD'S BEST SELECTION

翻唱專輯
- P'UNK IS NOT DEAD